# Ahvenjärvi (sjö i Uleåborg, Norra Österbotten)
Ahvenjärvi är en sjö i kommunen Uleåborg i landskapet Norra Österbotten i Finland. Arean är 35 hektar och strandlinjen är 2,9 kilometer lång. Sjön  ingår i Ijo älvs huvudavrinningsområde.   Den ligger omkring 41 kilometer nordöst om Uleåborg och omkring 570 kilometer norr om Helsingfors. 